# Francesc Xavier Mena i López
Francesc Xavier Mena i López (Vielha, 1958) és doctor en Ciències Econòmiques i llicenciat en Ciències Econòmiques i Empresarials per la Universitat de Barcelona i llicenciat en Dret per la UNED. Amb Artur Mas al capdavant de la Generalitat, va ésser nomenat conseller d'Empresa i Ocupació el 29 de desembre de 2010. A la següent legislatura no va repetir com a conseller, i va ser succeït per Felip Puig, que ocupava la conselleria d'Interior el 27 de desembre de 2012.

## Trajectòria professional
És catedràtic d'Economia de la Universitat Ramon Llull i professor ordinari d'ESADE. Ha estat director del Departament d'Economia (1992-2000) i dels màsters en Direcció Econòmica-Financera, Direcció de Marketing i Direcció de Producció i Operacions d'ESADE. Fou codirector dels programes PHARE de la Unió Europea als països de l'Est i president de la International Conference on Euro-India Economic Relationship (Nova Delhi, Índia). Ha estat professor visitant de diferents escoles de negocis i universitats: CEIBS, Jiaotong University (Xangai, Xina), ESAN (Lima, Perú), ICDA (Buenos Aires, Argentina).
En el camp professional ha estat director de Consultur, Consultores Turísticos SA, economista de la Direcció General de Programació Econòmica, investigador a la Direcció General de Política Científica i economista del Departament de Sistemes i Control al Banc Sabadell. Ha prestat serveis professionals de consultoria i ha desenvolupat projectes encarregats per empreses i organismes internacionals en un total de 48 països, en sectors tan diversos com l'energètic, el turístic, el d'infraestructures, el sistema financer i els serveis socials.